# (7996) Vedernikov
(7996) Vedernikov ist ein Asteroid des äußeren Hauptgürtels, der am 1. September 1983 von der ukrainischen (bis 1992: sowjetischen) Astronomin Ljudmyla Karatschkina am Krim-Observatorium (IAU-Code 413) in Nautschnyj, etwa 30 km von Simferopol entfernt, entdeckt wurde.
Der Asteroid wurde am 8. August 1998 nach dem russischen Opernsänger Alexander Filippowitsch Wedernikow (1927–2018) benannt, der in der Stimmlage Bass sang und der Vater des russischen Dirigenten Alexander Alexandrowitsch Wedernikow war.